# Rhopalomyia haasi
Rhopalomyia haasi är en tvåvingeart som beskrevs av Jean-Jacques Kieffer 1905. Rhopalomyia haasi ingår i släktet Rhopalomyia och familjen gallmyggor. Inga underarter finns listade i Catalogue of Life.